# Clidemia siapensis
Clidemia siapensis är en tvåhjärtbladig växtart som beskrevs av John Julius Wurdack. Clidemia siapensis ingår i släktet Clidemia och familjen Melastomataceae. Inga underarter finns listade i Catalogue of Life.